# Coleanthinae
Coleanthinae Rouy, 1913 è una sottotribù di piante angiosperme monocotiledoni appartenente alla famiglia delle Poacee (o Gramineae, nom. cons.), sottofamiglia Pooideae, tribù Poeae.

## Etimologia
Il nome della sottotribù deriva dal suo genere tipo Coleanthus Seidl., 1817 la cui etimologia deriva da due parole greche koleos (= guaina) e anthos (= fiore) e fa riferimento alle guaine delle foglie superiori che avvolgono l'infiorescenza.
Il nome scientifico della sottotribù è stato definito dal botanico francese Georges Rouy (Parigi, 2 dicembre 1851 – Asnières-sur-Seine, 25 dicembre 1924) nella pubblicazione Flore de France (14: 28, 55. Apr 1913) del 1913.

## Descrizione

### Portamento
Il portamento delle specie di questo gruppo in genere è prevalentemente cespuglioso con forme biologiche tipo emicriptofita cespitosa (H caesp) e cicli biologici annuali o perenni. Alcune specie sono rizomatose, altre stolonifere. I culmi sono cavi a sezione più o meno rotonda. In queste piante non sono presenti i micropeli. Nel genere Phippsia alcune specie formano dei bassi tappeti.

### Foglie
Le foglie lungo il culmo sono disposte in modo alterno, sono distiche e si originano dai vari nodi. Sono composte da una guaina, una ligula e una lamina. Le venature sono parallelinervie. Non sono presenti i pseudopiccioli e, nell'epidermide delle foglia, le papille.
- Guaina: la guaina è abbracciante il fusto (spesso è completamente chiusa o con i margini parzialmente fusi) e in genere è priva di auricole. In Catabrosella le guaine sono persistenti (a consistenza fibrosa o reticolare) e formano delle strutture a bulbo. In Pseudosclerochloa le guaine sono aperte.
- Ligula: la ligula è membranosa e a volte è cigliata.
- Lamina: la lamina ha delle forme generalmente lineari e piatte (e a volte ripiegate).

### Infiorescenza

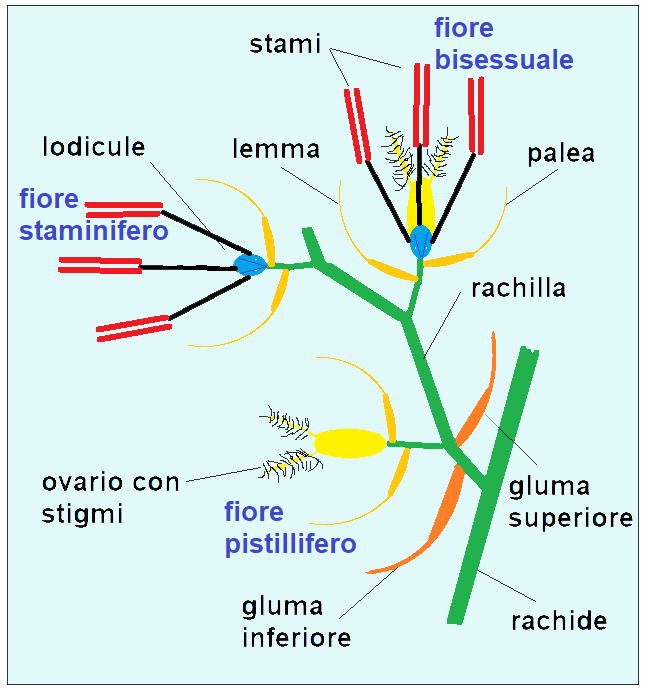
Spighetta generica con tre fiori diversi

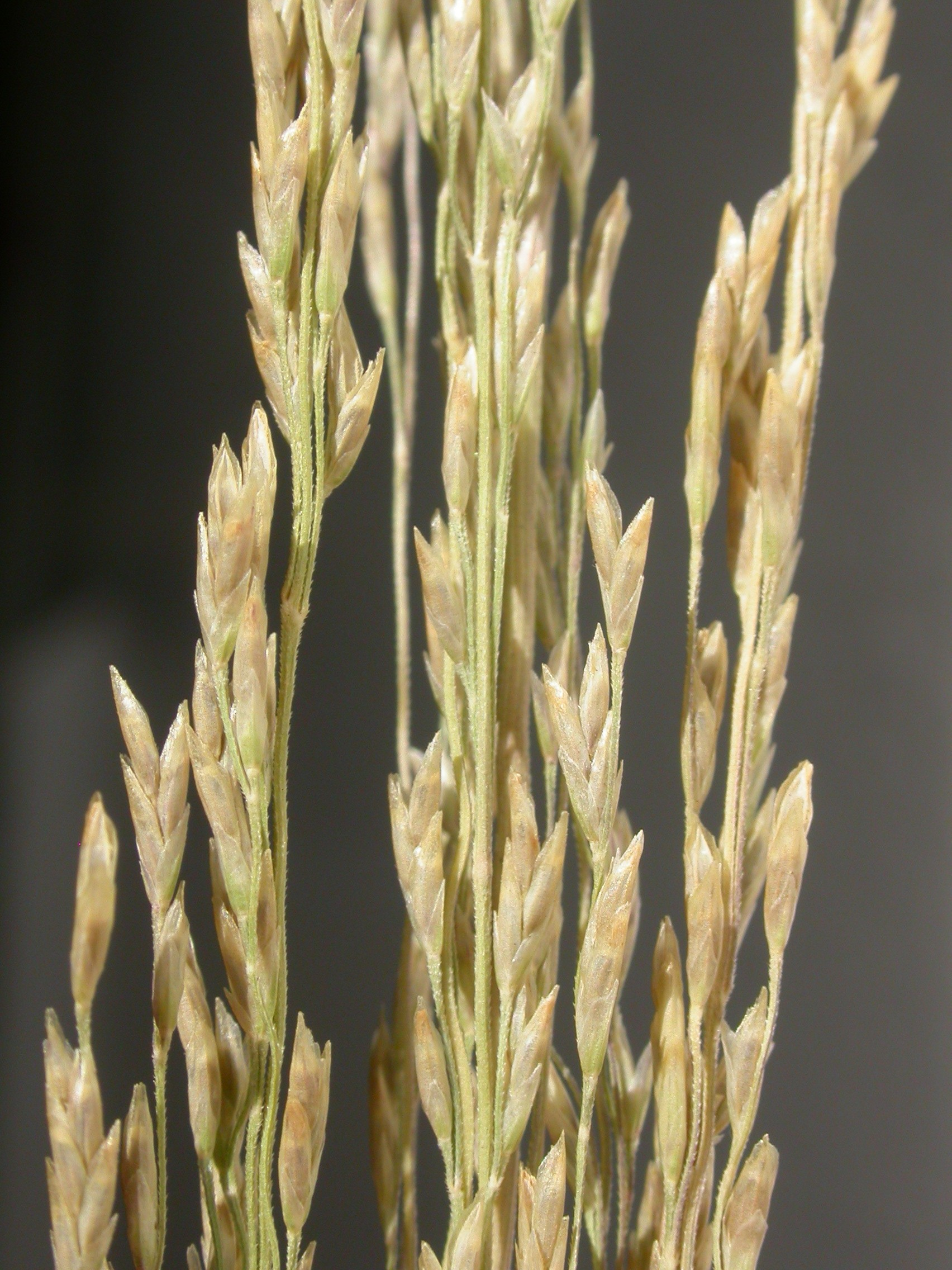
Infiorescenza
Puccinellia nuttaliana

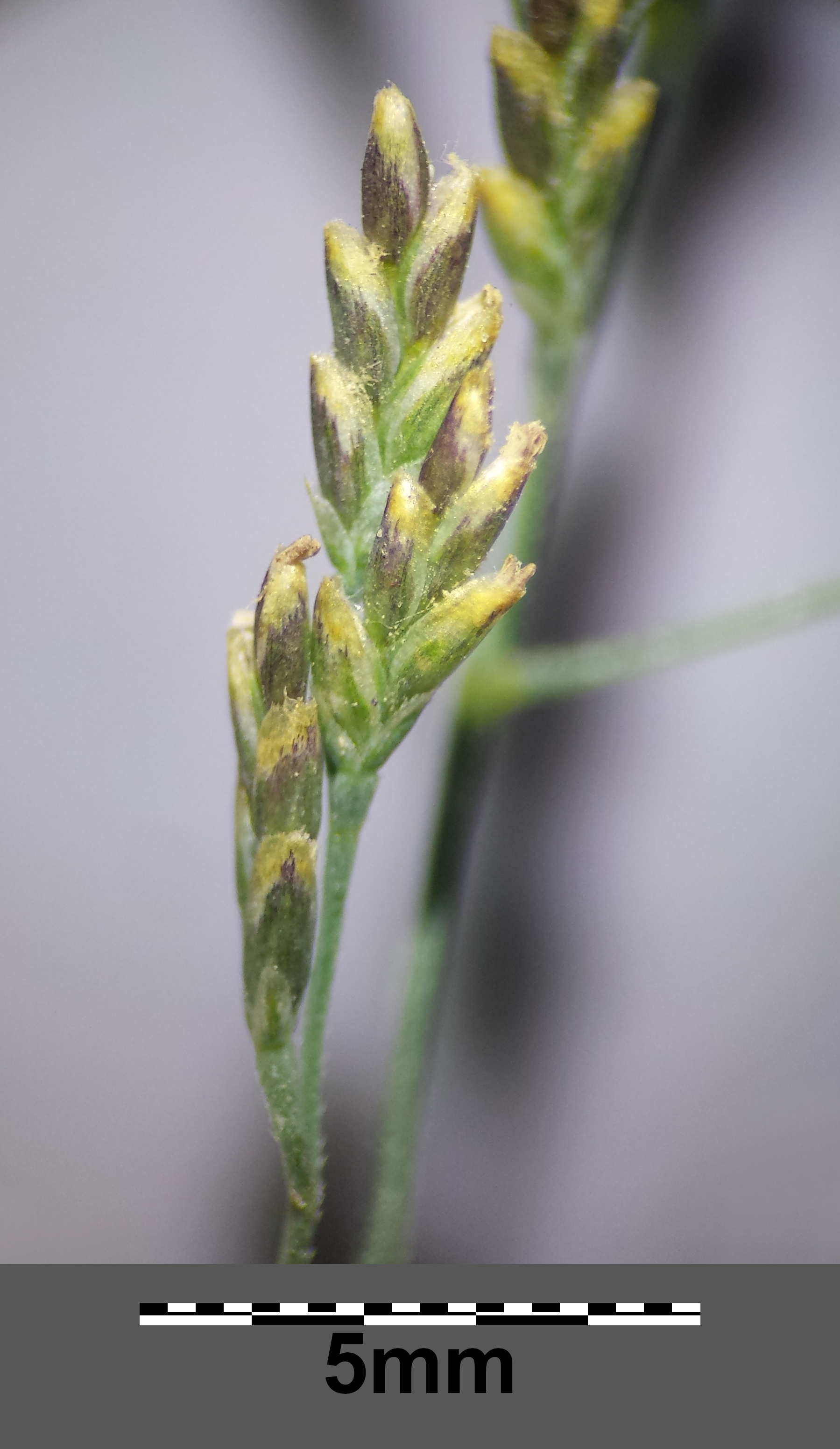
I fiori
Puccinellia distans

- Infiorescenza principale (sinfiorescenza o semplicemente spiga): le infiorescenze, ascellari e terminali, in genere sono ramificate e sono formate da molte spighette (a volte formano dei grappoli capitati) ed hanno la forma di una pannocchia aperta (o raramente contratta). La fillotassi dell'inflorescenza inizialmente è a due livelli, anche se le successive ramificazioni la fa apparire a spirale. I rami sono papillosi. I pedicelli delle spighette sono corti.
- Infiorescenza secondaria (o spighetta): le spighette, compresse lateralmente, sottese da due brattee distiche e strettamente sovrapposte chiamate glume (inferiore e superiore), sono formate da uno o più fiori (massimo 10). Possono essere presenti dei fiori sterili; in questo caso sono in posizione distale rispetto a quelli fertili. Alla base di ogni fiore sono presenti due brattee: la palea e il lemma. La disarticolazione avviene con la rottura della rachilla sotto ogni fiore. L'estensione della rachilla in genere è assente.

- Glume: le glume, disuguali, generalmente più corte dei fiori, hanno gli apici ottusi (o troncati) e venature prominenti, prossimalmente parallele senza però raggiungere l'apice (in Phippsia le venature sono assenti). Le glume possono essere membranose; in Coleanthus sono assenti; in Phippsia può essere assente quella inferiore.
- Palea: la palea è un profillo con due venature; può essere cigliata.
- Lemma: il lemma, con forme da ovate a oblunghe e con apici ottusi, acuti o arrotondati e talvolta dentati, può essere pubescente; le venature sono 3 - 5 e sono prominenti, prossimalmente parallele senza però raggiungere l'apice. In Sclerochloa il lemma è indurito e si presenta con 7 - 9 vene prominenti;

### Fiori
I fiori fertili sono attinomorfi formati da 3 verticilli: perianzio ridotto, androceo  e gineceo.
- Formula fiorale:[4]

*, P 2, A (1-)3(-6), G (2–3) supero, cariosside.
- Il perianzio è ridotto e formato da due lodicule, delle squame traslucide, poco visibili (forse relitto di un verticillo di 3 sepali). Le lodicule sono membranose e non vascolarizzate; inoltre possono essere piccole e bilobate. In Coleanthus le lodicule sono assenti.

- L'androceo è composto da 3 (2 in Coleanthus; 1 o 2 in Phippsia) stami ognuno con un breve filamento libero, una antera sagittata e due teche. Le antere sono basifisse con deiscenza laterale. Il polline è monoporato.

- Il gineceo è composto da 3 carpelli connati formanti un ovario supero. L'ovario, glabro, ha un solo loculo con un solo ovulo subapicale (o quasi basale). L'ovulo è anfitropo e semianatropo e tenuinucellato o crassinucellato. Lo stilo, breve, è unico con due stigmi papillosi e distinti.

### Frutti
I frutti sono del tipo cariosside, ossia sono dei piccoli chicchi indeiscenti, con forme ovoidali, nei quali il pericarpo è formato da una sottile parete che circonda il singolo seme. In particolare il pericarpo è fuso al seme ed è aderente. L'endocarpo non è indurito e l'ilo è puntiforme. L'embrione è piccolo e provvisto di epiblasto ha un solo cotiledone altamente modificato (scutello senza fessura) in posizione laterale. I margini embrionali della foglia non si sovrappongono. In Phippsia il frutto alla maturità si estende oltre il fiore.

## Biologia
Come gran parte delle Poaceae, le specie di questo genere si riproducono per impollinazione anemogama; gli stigmi più o meno piumosi sono una caratteristica importante per catturare meglio il polline aereo. 
La dispersione dei semi avviene inizialmente a opera del vento (dispersione anemocora) e una volta giunti a terra grazie all'azione di insetti come le formiche (mirmecoria).

## Distribuzione e habitat
La distribuzione delle specie di questo gruppo è relativa soprattutto all'Emisfero boreale (zone montagnose e/o aree fredde, quasi artiche)

## Tassonomia
La famiglia delle Poacee comprende circa 800 generi e oltre 9.000 specie. È una delle famiglie più numerose e più importanti del gruppo delle monocotiledoni. La famiglia è suddivisa in 12 sottofamiglie, la sottotribù Coleanthinae fa parte della sottofamiglia Pooideae, tribù Poeae.

### Generi
La sottotribù comprende i seguenti generi:
- Catabrosa P.Beauv.
- Catabrosella (Tzvelev) Tzvelev
- Coleanthus Seidel ex Roem. & Schult.
- Colpodium Trin.
- Hyalopoa (Tzvelev) Tzvelev
- Hyalopodium Röser & Tkach
- Paracolpodium (Tzvelev) Tzvelev
- Phippsia (Trin.) R.Br.
- Puccinellia Parl.
- Sclerochloa P.Beauv.

### Filogenesi
La sottotribù Coleanthinae fa parte della tribù Poeae R.Br., 1814 (quest'ultima è compresa nella supertribù Poodae L. Liu, 1980). La tribù Poeae (formata da diverse sottotribù suddivise in alcune supersottotribù) è l'ultimo nodo della sottofamiglia Pooideae ad essersi evoluto (gli altri precedenti sono la tribù Brachyelytreae, e le supertribù Nardodae, Melicodae, Stipodae e Triticodae).
La sottotribù Coleanthinae appartiene al gruppo con le sequenze dei plastidi di tipo "Poeae" (definito "Poeae chloroplast groups 2 ") ed è circoscritta nel clade "PPAM" composto dal "gruppo fratello" formato dalla supersottotribù Poodinae e dalla sottotribù Coleanthinae; quest'ultima dalle analisi di tipo filogenetico risulta essere sicuramente monofiletica. In alcuni studi Coleanthinae risulta "gruppo fratello" con la sottotribù Avenulinae. Ulteriori studi sono necessari per avere informazioni più dettagliate e precise.
In passato le specie del genere Hyalopoa erano descritte all'interno del genere Colpodium; recenti studi le mettono in correlazione alle specie dei generi Catabrosa, Paracolpodium e Catabrosella.  Le due specie del genere Pseudosclerochloa sono state segregate dal genere Puccinellia in base ai lemmi cigliati. Alcuni studi mostrano che Paracolpodium è filogeneticamente distinto da Colpodium e potrebbe essere "gruppo fratello" di Catabrosella.  Le specie di Phippsia sembrano essere allopoliploidi e spesso di ibridano con le specie del genere Puccinellia. In Puccinella i lemmi arrotondati sul dorso lo distinguono dalla maggior parte degli altri generi i cui i lemmi sono generalmente carenati. Il gruppo Colpodium + Zingeria forma un clade monofiletico ben supportato (le checklist più aggiornate considerano il genere Zingeria sinonimo di Colpodium). Il genere Zingeria è un allopoliploide con un genoma derivato dalla specie Colpodium versicolor.
Le seguenti sinapomorfie sono relative a tutta la sottofamiglia (Pooideae):
- la fillotassi dell'inflorescenza inizialmente è a due livelli;
- le spighette sono compresse lateralmente;
- i margini embrionali della foglia non si sovrappongono;
- l'embrione è privo della fessura scutellare.

Le sinapomorfie relative alla tribù Poeae sono:
- l'ilo è puntiforme;
- dei lipidi (grassi) sono presenti nell'endosperma;
- le lodicule sono prive di ciglia;
- l'ovario è glabro.

Per la sottotribù Coleanthinae sono descritte le seguenti sinapomorfie:
- sinapomorfie per tutto il gruppo:
  - le venature delle glume sono prominenti (o nascoste), sono più o meno parallele e si congiungono all'apice;
  - le venature del lemma sono più o meno parallele e si congiungono all'apice;
- sinapomorfie relative al singolo genere:
  - Coleanthus: le glume sono assenti; le lodicule sono assenti; gli stami sono due;
  - Phippsia: le glume sono prive delle venature; la gluma inferiore a volte è assente; gli stami sono uno o due; il frutto alla maturità si estende oltre il fiore.
  - Puccinellia: le vene laterali dei lemmi sono poco appariscenti;
  - Sclerochloa: le infiorescenze non sono ramificate e sono unilaterali; l'internodo della rachilla prossimale è notevolmente più spesso di quelli distali; la base dello stilo è persistente e nella fruttificazione forma un becco;
  - Zingeria: le spighette sono dorsoventralmente compresse.

Il cladogramma seguente, tratto dallo studio citato, mostra una possibile configurazione filogenetica della sottotribù.
|  | \| \| Catabrosa \| \| \| \| \| \| Hyalopoa \| \| \| \| \| \| Paracolpodium \| \| \| \| |
|  |                                                                                        |
|  | Catabrosella                                                                           |
|  |                                                                                        |
|  | Catabrosa                                                                              |
|  |                                                                                        |
|  | Hyalopoa                                                                               |
|  |                                                                                        |
|  | Paracolpodium                                                                          |
|  |                                                                                        |

|  | Catabrosa     |
|  |               |
|  | Hyalopoa      |
|  |               |
|  | Paracolpodium |
|  |               |

|  | Phippsia   |
|  |            |
|  | Coleanthus |
|  |            |

|  | Puccinellia |
|  |             |
|  | Sclerochloa |
|  |             |

|  | Phippsia   |
|  |            |
|  | Coleanthus |
|  |            |

|  | Puccinellia |
|  |             |
|  | Sclerochloa |
|  |             |

|  | \| \| Catabrosa \| \| \| \| \| \| Hyalopoa \| \| \| \| \| \| Paracolpodium \| \| \| \| |
|  |                                                                                        |
|  | Catabrosella                                                                           |
|  |                                                                                        |
|  | Catabrosa                                                                              |
|  |                                                                                        |
|  | Hyalopoa                                                                               |
|  |                                                                                        |
|  | Paracolpodium                                                                          |
|  |                                                                                        |

|  | Catabrosa     |
|  |               |
|  | Hyalopoa      |
|  |               |
|  | Paracolpodium |
|  |               |

|  | Phippsia   |
|  |            |
|  | Coleanthus |
|  |            |

|  | Puccinellia |
|  |             |
|  | Sclerochloa |
|  |             |

|  | Phippsia   |
|  |            |
|  | Coleanthus |
|  |            |

|  | Puccinellia |
|  |             |
|  | Sclerochloa |
|  |             |

|  | Colpodium   |
|  |             |
|  | Hyalopodium |
|  |             |

|  | \| \| Catabrosa \| \| \| \| \| \| Hyalopoa \| \| \| \| \| \| Paracolpodium \| \| \| \| |
|  |                                                                                        |
|  | Catabrosella                                                                           |
|  |                                                                                        |
|  | Catabrosa                                                                              |
|  |                                                                                        |
|  | Hyalopoa                                                                               |
|  |                                                                                        |
|  | Paracolpodium                                                                          |
|  |                                                                                        |

|  | Catabrosa     |
|  |               |
|  | Hyalopoa      |
|  |               |
|  | Paracolpodium |
|  |               |

|  | Phippsia   |
|  |            |
|  | Coleanthus |
|  |            |

|  | Puccinellia |
|  |             |
|  | Sclerochloa |
|  |             |

|  | Phippsia   |
|  |            |
|  | Coleanthus |
|  |            |

|  | Puccinellia |
|  |             |
|  | Sclerochloa |
|  |             |

|  | \| \| Catabrosa \| \| \| \| \| \| Hyalopoa \| \| \| \| \| \| Paracolpodium \| \| \| \| |
|  |                                                                                        |
|  | Catabrosella                                                                           |
|  |                                                                                        |
|  | Catabrosa                                                                              |
|  |                                                                                        |
|  | Hyalopoa                                                                               |
|  |                                                                                        |
|  | Paracolpodium                                                                          |
|  |                                                                                        |

|  | Catabrosa     |
|  |               |
|  | Hyalopoa      |
|  |               |
|  | Paracolpodium |
|  |               |

|  | Phippsia   |
|  |            |
|  | Coleanthus |
|  |            |

|  | Puccinellia |
|  |             |
|  | Sclerochloa |
|  |             |

|  | Phippsia   |
|  |            |
|  | Coleanthus |
|  |            |

|  | Puccinellia |
|  |             |
|  | Sclerochloa |
|  |             |

|  | Colpodium   |
|  |             |
|  | Hyalopodium |
|  |             |

### Specie della flora italiana
Nella flora spontanea della penisola italiana sono presenti i seguenti generi/specie di questo gruppo:
- Catabrosa aquatica (L.) P.Beauv..
- Coleanthus subtilis Seidl ex Roem. & Schult..
- Puccinellia Parl. con 5 specie.
- Sclerochloa dura (L.) P.Beauv..